# Pocono Mountain Lake Estates
Pocono Mountain Lake Estates es un lugar designado por el censo ubicado en el condado de Pike en el estado estadounidense de Pensilvania. En el Censo de 2010 tenía una población de 842 habitantes y una densidad poblacional de 151,07 personas por km².

## Geografía
Pocono Mountain Lake Estates se encuentra ubicado en las coordenadas 41°9′19″N 74°57′54″O / 41.15528, -74.96500. Según la Oficina del Censo de los Estados Unidos, Pocono Mountain Lake Estates tiene una superficie total de 5.57 km², de la cual 5.51 km² corresponden a tierra firme y (1.16%) 0.06 km² es agua.

## Demografía
Según el censo de 2010, había 842 personas residiendo en Pocono Mountain Lake Estates. La densidad de población era de 151,07 hab./km². De los 842 habitantes, Pocono Mountain Lake Estates estaba compuesto por el 84.8% blancos, el 5.58% eran afroamericanos, el 0.83% eran amerindios, el 2.26% eran asiáticos, el 0% eran isleños del Pacífico, el 4.39% eran de otras razas y el 2.14% pertenecían a dos o más razas. Del total de la población el 13.54% eran hispanos o latinos de cualquier raza.